# أو تي آر إس
أو تي آر إس (بالإنجليزية: OTRS)‏ وهي اختصار (بالإنجليزية: Open-Source Ticket Request System)‏ هو برنامج مراسلات وهو نظام مفتوح المصدر، يمكن استخدامه لتخصيص المراسلة على الاستفسارات الواردة وتعقب الاتصالات المتزايدة إلى الشركة أو المؤسسة. وهو وسيلة لإدارة التحريات الواردة، والشكاوى، وطلبات الدعم، وتقارير عيب، وغيرها من الاتصالات في بيئة حرة ومفتوحة المصدر دون الحاجة إلى نظم البرمجيات أو حزمة شركة أو منظمة أو هيئة أخرى.
OTRS هو جزء من Lisog مفتوحة المصدر كمبادرة المكدس.

## نظرة عامة
طلب تذكرة المصدر المفتوح نظام (OTRS) هو أكثر من مجرد قائمة بريدية إعلام النظام للحصول على طلبات لشراء التذاكر.
كل تذكرة تم إنشاؤها بواسطة نظام ثبات أو «التاريخ» يظهر ما حدث للتذكرة ضمن دورة حياتها. OTRS لديه القدرة على دمج طلبات متعددة عن الحادث نفسه، مما يجعل من الممكن للعمل على وقوع حادث وليس على طلبات فردية. OTRS هو نظام متعدد المستخدمين وهذا يعني أن عوامل متعددة قد عمل في وقت واحد على تذاكر في OTRS، قراءة الرسائل الواردة، مما جعلها في النظام، والإجابة عليها. OTRS هو تدرجية عالية، وقادرة على التعامل مع الآلاف من التذاكر يوميا، وعدد غير محدود تقريبا من وكلاء في وقت واحد يعمل.
وقد أدمجت OTRS وظيفة لإنشاء وإعادة صياغة والبحث التعليمات النصوص. ويمكن إدراج نصوص التعليمات إلى إجابات وكلاء "على تذاكر السفر.
باستخدام واجهة المستخدم على شبكة الإنترنت متعدد اللغات، OTRS قابل للاستخدام بشكل مستقل عن كل أنظمة التشغيل منذ تشغيله من متصفح الإنترنت. وعلاوة على ذلك، وهذا يسهل استخدام OTRS بتأثير العوامل الخارجية أو حتى للعملاء المشاركة في، أو العمل على المساهمة في التذاكر.
OTRS تضع إطارا من وظائف. على سبيل المثال، SIRIOS نظام التعامل مع الحادث BSI يستند، ألمانيا، في OTRS.

## تقنية أو التكنولوجيا

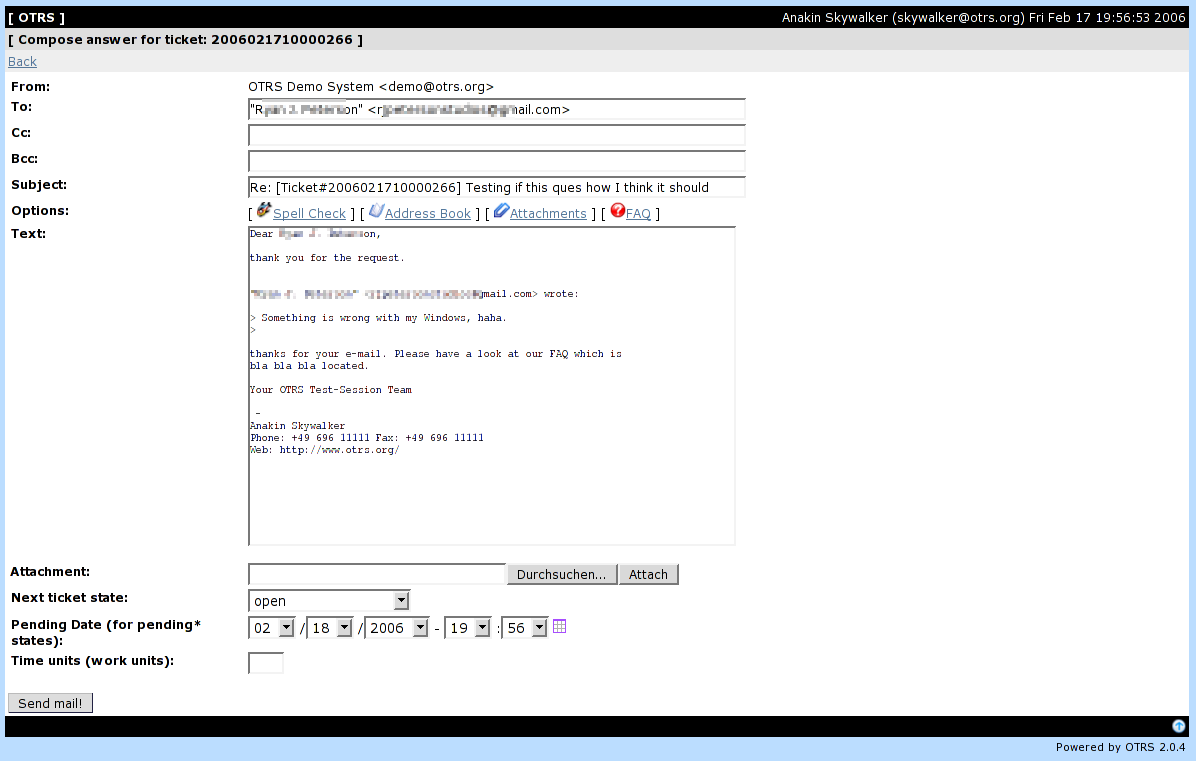
OTRS: ردا على طلب

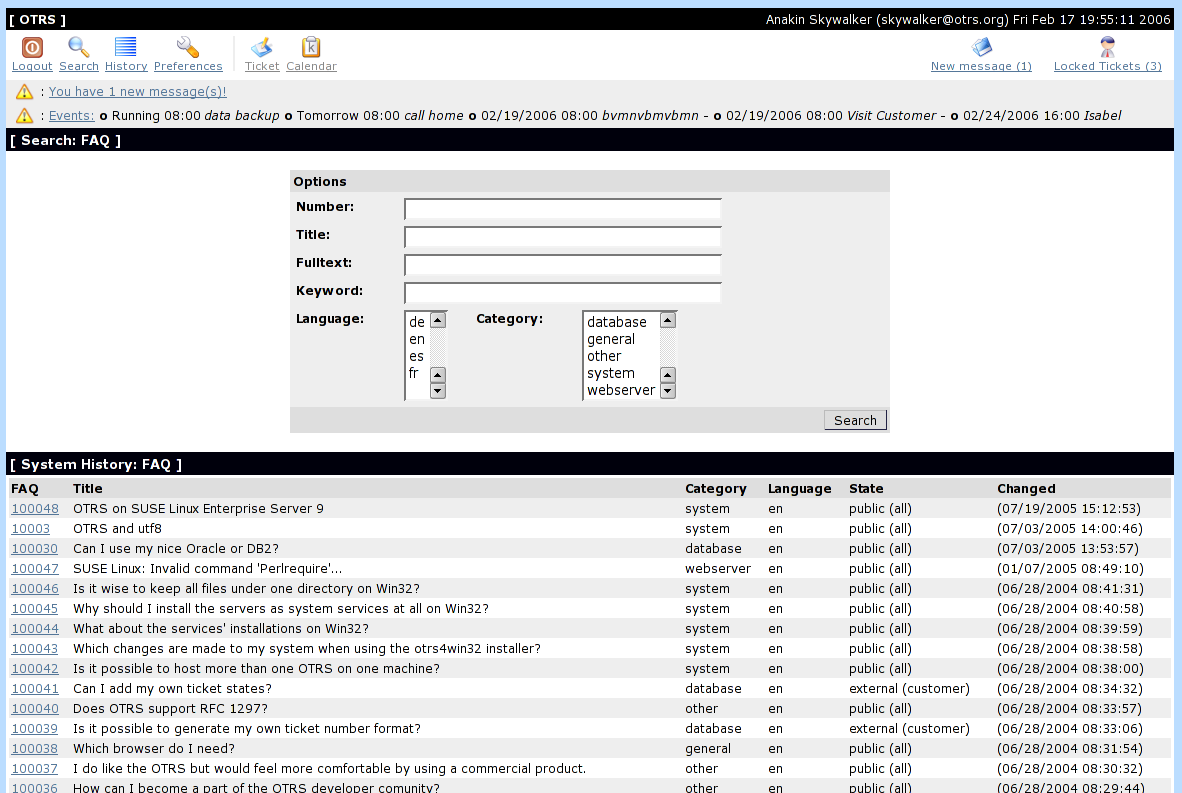
OTRS: البحث في أسئلة وأجوبة

منذ تم تنفيذه في بدايات OTRS في لغة البرمجة بيرل. تتكون واجهة الويب أكثر سهولة باستخدام جافا سكريبت (التي يمكن أن تنتقل من لأسباب أمنية). وتنفذ وظائف مختلفة مثل وحدات الواجهة الخلفية القابلة لإعادة الاستخدام، مما يجعل من الممكن لإنشاء وحدات مخصصة لتوسيع وظائف النظام OTRS.
واجهة الويب الخاصة بها نفسه يستخدم آلية قالبي templating دعا DTL (الحيوي قالب اللغة) لتسهيل عرض بيانات الإخراج النظم.
في الأصل، وعملت فقط على OTRS الخلية قواعد البيانات. ومنذ ذلك الحين واضاف لدعم كيو، أوراكل، DB2، وخادم مايكروسوفت SQL. ويمكن استخدام OTRS على العديد من يونيكس أو منصات يونيكس مثل (على سبيل المثال لينكس، ماكنتوش، فري، وغيرها) وكذلك على مايكروسوفت ويندوز.
ويمكن زيادة قابلية النظم OTRS باستخدام mod_perl ل أباتشي خادم الويب أو عن طريق الفصل بين قواعد البيانات وأنظمة خادم الويب، مما يسمح لعدد كبير من وكلاء في وقت واحد العمل وكميات كبيرة من التذاكر.
في يونيكس وبيئات يونيكس مثل OTRS تعمل بشكل وثيق مع برامج مثل نظام نقل وكيل بريد POSTFIX أو تصفية البريد procmail.

## تاريخ تأسيس المشروع
تأسس هذا المشروع في عام 2001 من قبل OTRS.org Edenhofer مارتن.وقد تم تركيب OTRS أكثر من 80,000 مرة على مستوى العالم.

## وصلات خارجية
- أو تي آر إس على موقع Open Hub (الإنجليزية)
- الموقع الرسمي